# Талько-Гринцевич Юліян
Талько-Гринцевич Юліян (12 серпня 1850 — 26 квітня 1936) — польський антрополог й етнограф, лікар за фахом.

## Біографія
Народився 12 серпня 1850 року.
Закінчив медичний факультет Київського університету (1876). У 1878—1891 роках працював лікарем в м. Звенигороді (Київщина, нині Звенигородка, Черкаська область), 1891—1908 — округовий лікар на Забайкаллі (Східний Сибір), 1908 — 31 — професор антропології в Краківському університеті, дійсний член Польської академії наук. Опублікував бл. 300 праць (рос. та поль. мовами) з антропології, етнографії й археології України. Автор праці «Zarysy lecznictwa ludowego na Rusi poludniowej» (1893), яка ще й до нашого часу не втратила своєї значущості.